# Epinephelus bontoides
Epinephelus bontoides (лат.) — вид лучепёрых рыб из семейства каменных окуней (Serranidae). Распространены в западной части Тихого океана. Максимальная длина тела 30 см.

## Описание
Тело массивное, удлинённое, покрыто ктеноидной чешуёй с немногочисленными дополнительными чешуйками. Высота тела укладывается 2,8—3,2 раза в стандартную длину тела (для особей длиной от 8 до 23 см). Длина головы в 2,3—2,6 раза меньше стандартной длины тела. Межглазничное пространство плоское или слегка выпуклое. Верхний профиль головы почти прямой. Предкрышка закруглённая с зазубренными краями. Верхний край жаберной крышки прямой. Нижняя челюсть выступает вперёд. Верхняя челюсть покрыта чешуёй, её окончание доходит до вертикали заднего края глаза или немного заходит за неё. На нижней челюсти 2—3 латеральных ряда зубов; зубы мелкие, почти равны по величине, остроконечные. На первой жаберной дуге 21 жаберная тычинка, из них на верхней части дуги 6—8 тычинок, а на нижней части 13—15. Длинный спинной плавник 11 жёсткими колючими лучами и 16—17 мягкими лучами; жёсткие лучи с третьего по 11 равны по длине и короче самого длинного мягкого луча; мембраны между колючими лучами рассечены. Анальный плавник с 3 жёсткими и 8 мягкими лучами. Грудные плавники с 18—20 лучами, длиннее брюшных плавников. Хвостовой плавник закруглённый. Боковая линия с 48—51 чешуйками. Вдоль боковой линии 82—86 рядов чешуи.
Серовато-коричневые тело и голова покрыты (за исключением брюха) тёмными точками от красновато-коричневого до чёрного цвета. Размер точек меньше диаметра глаза, вытянутой формы. Плавники темнее тела, покрыты мелкими чёрными точками. Мягкая часть спинного плавника, грудные и хвостовой плавник (иногда и анальный) чёрного цвета с узкими бледно-жёлтыми или белым краями. Точки на колючей части спинного плавника расположены в три косых ряда.

## Ареал и места обитания
Распространены в западной части Тихого океана от Явы (Индонезия) до Новой Британии и Соломоновых островов, на север до юга Японии.
Морские придонные рыбы. Обитают над илистыми, скалистыми и каменистыми грунтами на глубине от 0 до 30 м. Один из наиболее редких и малоизученных видов в роде груперов. Биология не изучена.